# Chucky (franchise)
 Pour plus de détails, voir Fiche technique et Distribution
Chucky ou Jeu d'enfant au Québec est une franchise cinématographique américaine d'horreur composée de huit films, dont un en développement ainsi qu'une série télévisée, centrée autour du personnage fictif Chucky.
L'histoire se déroule autour de Charles Lee Ray, un tueur en série en cavale ayant des connaissances en vaudou. Traqué par la police dans un magasin de jouets et se sentant sans issue, il réalise une incantation afin de transférer son âme dans une poupée très populaire. Il arrive ainsi dans le foyer d'Andy Barclay qui le reçoit en cadeau pour son sixième anniversaire et à qui il révèle son secret. L'enfant étant la première personne à connaître ceci, il devient l'unique cible possible pour la poupée Chucky qui doit le tuer pour pouvoir transférer son âme dans le corps de ce dernier et retrouver une apparence humaine ou sinon il restera à vie une poupée. Chucky commence également tout une série de meurtres pour se venger de ceux qui auraient causé sa fausse mort... Des morts toutes aussi macabres les unes que les autres.
Chucky revient toujours sous la forme d'une poupée, bien qu'il ait brûlé (Jeu d'enfant), explosé (Chucky, la poupée de sang), qu'il se soit fait déchiqueter (Chucky 3), cribler de balles (La Fiancée de Chucky), démembrer (Le Fils de Chucky), tirer dessus à la chevrotine (voir scène post-générique de La Malédiction de Chucky) et torturer (Le Retour de Chucky) par les protagonistes des films précédents, ici, par Andy Barclay et Kyle (voir scène post-générique du Retour de Chucky), protagonistes de Chucky, la poupée de sang.
Les trois premiers opus sont exclusivement centrés sur l'opposition Chucky - Andy. Les deux volets suivants sont axés autour de la famille de Chucky avec sa fiancée Tiffany dans les 4e et 5e films et l'apparition de leur enfant Glen / Glenda dans le 5e. Quant au 6e opus, il est une histoire indépendante, qui met en scène d'autres personnages, liés de manière plus ou moins proche à Chucky. Un 7e volet est sorti en 2017 : il est le prolongement du sixième opus et fait le rapprochement entre tous les épisodes de la série. Le 8e film, sorti en 2019, est un reboot de la franchise, qui n'a aucune continuité avec la chronologie des sept films originaux. En 2021 et jusqu'en 2024, une série télévisée, qui se passe 4 ans après les événements du septième film, est également produite.
En 2024, Don Mancini a confié développer un nouveau film, qui cette fois, sortira au cinéma et fonctionnera en tandem avec la série télévisée.

## Films et série télévisée
| Année     | Titre français            | Titre original  | Titre québécois (si différent) | Réalisateur |
| --------- | ------------------------- | --------------- | ------------------------------ | ----------- |
| 1988      | Jeu d'enfant              | Child's Play    | _                              | Tom Holland |
| 1990      | Chucky, la poupée de sang | Child's Play 2  | Jeu d'enfant 2                 | John Lafia  |
| 1991      | Chucky 3                  | Child's Play 3  | Jeu d'enfant 3                 | Jack Bender |
| 1998      | La Fiancée de Chucky      | Bride of Chucky | –                              | Ronny Yu    |
| 2004      | Le Fils de Chucky         | Seed of Chucky  | Génération Chucky              | Don Mancini |
| 2013      | La Malédiction de Chucky  | Curse of Chucky | –                              | Don Mancini |
| 2017      | Le Retour de Chucky       | Cult of Chucky  | –                              | Don Mancini |
| 2021-2024 | Chucky                    | Chucky          | –                              | Don Mancini |
| 2026      | Chucky                    | Chucky          | –                              | Don Mancini |

## Hors-série (Reboot)
| Année | Titre français                  | Titre original | Titre québécois (si différent) | Réalisateur   |
| ----- | ------------------------------- | -------------- | ------------------------------ | ------------- |
| 2019  | Child's Play : La Poupée du mal | Child's Play   | Jeu d'enfant                   | Lars Klevberg |

## Fiche technique
| Équipe                       | Films               | Films                            | Films                | Films                       | Films                       | Films                                  | Films                             | Films         | Série télévisée | Reboot                                 |
| Équipe                       | Jeu d'enfant (1988) | Chucky, la poupée de sang (1990) | Chucky 3 (1991)      | La Fiancée de Chucky (1998) | Le Fils de Chucky (2004)    | La Malédiction de Chucky (vidéo, 2013) | Le Retour de Chucky (vidéo, 2017) | Chucky (2026) | Chucky (2021-2024) | Child's Play : La Poupée du mal (2019) |
| ---------------------------- | ------------------- | -------------------------------- | -------------------- | --------------------------- | --------------------------- | -------------------------------------- | --------------------------------- | ------------- | --- | -------------------------------------- |
| Titre québécois              |                     | Jeu d'enfant 2                   | Jeu d'enfant 3       |                             | Génération Chucky           |                                        |                                   |               | | Jeu d'enfant                           |
| Titre original               | Child's Play        | Child's Play 2                   | Child's Play 3       | Bride of Chucky             | Seed of Chucky              | Curse of Chucky                        | Cult of Chucky                    | Chucky        | Chucky | Child's Play                           |
| Réalisateurs                 | Tom Holland         | John Lafia                       | Jack Bender          | Ronny Yu                    | Don Mancini                 | Don Mancini                            | Don Mancini                       | Don Mancini   | Don Mancini | Lars Klevberg                          |
| Scénaristes                  | Don Mancini         | Don Mancini                      | Don Mancini          | Don Mancini                 | Don Mancini                 | Don Mancini                            | Don Mancini                       | Don Mancini   | Don Mancini | Tyler Burton Smith                     |
| Scénaristes                  | John Lafia          |                                  |                      |                             |                             |                                        |                                   |               | |                                        |
| Scénaristes                  | Tom Holland         |                                  |                      |                             |                             |                                        |                                   |               | |                                        |
| Musique                      | Joe Renzetti        | Graeme Revell                    | John D'Andrea        | Graeme Revell               | Pino Donaggio               | Joseph LoDuca                          | Joseph LoDuca                     | Joseph LoDuca | Joseph LoDuca | Bear McCreary                          |
| Musique                      | Joe Renzetti        | Graeme Revell                    | Cory Lerios          | Graeme Revell               | Pino Donaggio               | Joseph LoDuca                          | Joseph LoDuca                     | Joseph LoDuca | Joseph LoDuca | Bear McCreary                          |
| Directeur de la photographie | Bill Butler         | Stefan Czapsky                   | John R. Leonetti     | Peter Pau                   | Vernon Layton               | Michael Marshall                       | Michael Marshall                  |               | Colin Hoult | Brendan Uegama                         |
| Producteurs                  | David Kirschner     | David Kirschner                  | David Kirschner      | David Kirschner             | David Kirschner             | David Kirschner                        | David Kirschner                   |               | Don Mancini et David Kirschner                                                                                             | Seth Grahame-Smith                     |
| Producteurs                  | Laura Moskowitz     | Laura Moskowitz                  | Laura Moskowitz      | Laura Moskowitz             | Laura Moskowitz             | Lisa Gooding                           | Ogden Gavanski                    |               | Don Mancini et David Kirschner                                                                                             | David Katzenberg                       |
| Producteurs                  | Elliot Geisinger    | Robert Latham Brown              | Robert Latham Brown  | Don Mancini                 | Vlad Paunescu               | Gary Oldroyd                           |                                   |               | Don Mancini et David Kirschner                                                                                             | Chris Ferguson                         |
| Producteurs                  | Barrie M. Osborne   |                                  |                      | Corey Sienega               | Corey Sienega               | Ellen Rutter                           |                                   |               | Don Mancini et David Kirschner                                                                                             | Aaron Schmidt                          |
| Sortie                       | 8 novembre 1988     | 9 novembre 1990                  | 30 août 1991         | 16 octobre 1998             | 12 novembre 2004            | 8 octobre 2013                         | 3 octobre 2017                    | 2026          | 12 octobre 2021 (saison 1) 5 octobre 2022 (saison 2)4 octobre 2023 (saison 3, Partie 1) 10 avril 2024 (saison 3, Partie 2) | 21 juin 2019                           |
| Sortie                       | 5 avril 1989        | 16 janvier 1991                  | juillet 1992 (vidéo) | 10 mars 1999                | 2 mars 2005                 | 1er novembre 2013 (vidéo)              | 24 octobre 2017 (vidéo)           | 2026          | 1er avril 2022 (saison 1)13 janvier 2023 (saison 2)                                                                        | 19 juin 2019                           |
| Budget                       | 9 000 000 $         | 13 000 000 $                     | 13 000 000 $         | 25 000 000 $                | 12 000 000 $                | 5 000 000 $                            | 2 000 000 $                       |               | | 10 000 000 $                           |
| Durée                        | 87 minutes          | 84 minutes                       | 86 minutes           | 89 minutes                  | 87 minutes                  | 97 minutes                             | 91 minutes                        |               | 42-55 minutes | 90 minutes                             |
| Sociétés de production       | United Artists      | Universal Pictures               | Universal Pictures   | Universal Pictures          | Rogue Pictures              | Universal 1440 Entertainment           | Universal 1440 Entertainment      |               | Universal Content Productions, David Kirschner Productions, Pheidippides, Eat the Cat                                      | Orion Pictures                         |
| Sociétés de production       |                     |                                  |                      | Midwinter Productions Inc.  | Castel Film Romania         |                                        |                                   |               | Universal Content Productions, David Kirschner Productions, Pheidippides, Eat the Cat                                      | KatzSmith Productions                  |
| Sociétés de production       |                     |                                  |                      |                             | David Kirschner Productions |                                        |                                   |               | Universal Content Productions, David Kirschner Productions, Pheidippides, Eat the Cat                                      | Oddfellows Entertainment               |
| Sociétés de production       |                     |                                  |                      |                             | La Sienega Productions      |                                        |                                   |               | Universal Content Productions, David Kirschner Productions, Pheidippides, Eat the Cat                                      | Metro-Goldwyn-Mayer                    |
| Distribution                 | United Artists      | MCA / Universal Pictures         | Universal Pictures   | MCA / Universal Pictures    | Rogue Pictures              | Universal Pictures                     | Universal Pictures                |               | Syfy et USA Network | Orion Pictures                         |
| Distribution                 | Metro-Goldwyn-Mayer | Universal Pictures               | Universal Pictures   | Universal Pictures          | Alliance Atlantis           | Universal Pictures                     | Universal Pictures                |               | Showcase et Z Salto (saisons 1 et 2)                                                                                       | Entract Films                          |

## Personnages récurrents
| Personnages          | Films               | Films                            | Films              | Films                       | Films                    | Films                           | Films                      | Série télévisée                                                                         | Reboot                                 |
| Personnages          | Jeu d'enfant (1988) | Chucky, la poupée de sang (1990) | Chucky 3 (1991)    | La Fiancée de Chucky (1998) | Le Fils de Chucky (2004) | La Malédiction de Chucky (2013) | Le Retour de Chucky (2017) | Chucky (2021-2024)                                                                      | Child's Play : La Poupée du mal (2019) |
| -------------------- | ------------------- | -------------------------------- | ------------------ | --------------------------- | ------------------------ | ------------------------------- | -------------------------- | --------------------------------------------------------------------------------------- | -------------------------------------- |
| Chucky               | Brad Dourif (voix)  | Brad Dourif (voix)               | Brad Dourif (voix) | Brad Dourif (voix)          | Brad Dourif (voix)       | Brad Dourif (voix)              | Brad Dourif (voix)         | Brad Dourif (voix)                                                                      | Mark Hamill (voix)                     |
| Charles Lee Ray      | Brad Dourif         |                                  |                    |                             |                          | Brad Dourif                     |                            | Fiona DourifDavid Kohlsmith (7 ans)Tyler Barish (14 ans)Brad Dourif (fantôme, saison 3) |                                        |
| Andy Barclay         | Alex Vincent        | Alex Vincent                     | Justin Whalin      |                             |                          | Alex Vincent                    | Alex Vincent               | Alex Vincent                                                                            | Gabriel Bateman                        |
| Karen Barclay        | Catherine Hicks     |                                  |                    |                             |                          |                                 |                            |                                                                                         | Aubrey Plaza                           |
| Mike Norris          | Chris Sarandon      |                                  |                    |                             |                          |                                 |                            |                                                                                         | Brian Tyree Henry                      |
| Kyle                 |                     | Christine Elise                  |                    |                             |                          |                                 | Christine Elise            | Christine Elise                                                                         |                                        |
| Christopher Sullivan |                     | Peter Haskell                    | Peter Haskell      |                             |                          |                                 |                            |                                                                                         |                                        |
| Tiffany Valentine    |                     |                                  |                    | Jennifer Tilly              | Jennifer Tilly           | Jennifer Tilly                  | Jennifer Tilly             | Jennifer TillyBlaise Crocker (jeune)                                                    |                                        |
| Jennifer Tilly       |                     |                                  |                    |                             | elle-même                |                                 |                            | elle-même (voix dans la poupée - saison 2, épisode 5)                                   |                                        |
| G.G Valentine        |                     |                                  |                    |                             | Billy Boyd (voix)        |                                 |                            | Billy Boyd (voix - saison 2, épisode 8)                                                 |                                        |
| Glen Tilly           |                     |                                  |                    |                             | Beans El-Balawi          |                                 |                            | Lachlan Watson (saison 2)                                                               |                                        |
| Glenda Tilly         |                     |                                  |                    |                             | Kristina Hewitt          |                                 |                            | Lachlan Watson (saison 2)                                                               |                                        |
| Nica Pierce          |                     |                                  |                    |                             |                          | Fiona Dourif                    | Fiona Dourif               | Fiona Dourif                                                                            |                                        |
| Alice Pierce         |                     |                                  |                    |                             |                          | Summer H. Howell                | Summer H. Howell           |                                                                                         |                                        |

## Accueil

### Box-office
| Film                      | Année | Recettes au box-office (nombre d'entrées pour la France) | Recettes au box-office (nombre d'entrées pour la France) | Recettes au box-office (nombre d'entrées pour la France) | Recettes au box-office (nombre d'entrées pour la France) | Budget       | Références |
| Film                      | Année | États-Unis, Canada                                       | Reste du monde                                           | Mondial                                                  | France                                                   | Budget       | Références |
| ------------------------- | ----- | -------------------------------------------------------- | -------------------------------------------------------- | -------------------------------------------------------- | -------------------------------------------------------- | ------------ | ---------- |
| Jeu d'enfant              | 1988  | 33 244 684 $                                             | 10 952 000 $                                             | 44 196 684 $                                             | 143 136 entrées                                          | 9 000 000 $  | ,          |
| Chucky, la poupée de sang | 1990  | 28 501 605 $                                             | 7 262 000 $                                              | 35 763 605 $                                             | 55 603 entrées                                           | 13 000 000 $ | ,          |
| Chucky 3                  | 1991  | 14 960 255 $                                             | 5 600 000 $                                              | 20 560 255 $                                             | Directement en vidéo                                     | 13 000 000 $ | [ 7 ]      |
| La Fiancée de Chucky      | 1998  | 32 404 188 $                                             | 18 288 000 $                                             | 50 692 188 $                                             | 497 340 entrées                                          | 25 000 000 $ | ,          |
| Le Fils de Chucky         | 2004  | 17 083 732 $                                             | 7 745 912 $                                              | 24 829 644 $                                             | 176 516 entrées                                          | 12 000 000 $ | ,          |
| Total                     | Total | 126 194 464 $                                            | 49 847 912 $                                             | 176 042 376 $                                            | 872 595 entrées                                          | 59 000 000 $ |            |

### Critique
| Films                           | Rotten Tomatoes                             | Cinoche            |
| ------------------------------- | ------------------------------------------- | ------------------ |
| Jeu d'enfant                    | 67% (36 critiques)                          |                    |
| Chucky, la poupée de sang       | 44% (16 critiques)                          |                    |
| Chucky 3                        | 29% (14 critiques)                          |                    |
| La Fiancée de Chucky            | 46% (37 critiques)                          |                    |
| Le Fils de Chucky               | 33% (76 critiques)                          | 60% (12 critiques) |
| La Malédiction de Chucky        | 76% (21 critiques)                          |                    |
| Le Retour de Chucky             | 78% (23 critiques)                          |                    |
| Chucky                          | De 91% à 100% (critiques des saisons 1 à 3) |                    |
| Child's Play : La Poupée du mal | 64% (190 critiques)                         |                    |